# Otto Arosemena
Otto Arosemena Gómez, né à Guayaquil le 19 juillet 1925, et mort dans la même ville le 20 avril 1984, est un homme d'État et un avocat équatorien. Il est Président de la République d'Équateur du 16 novembre 1966 au 31 août 1968.

## Biographie
Il est le fils de Luis Alberto Arosemena Tola et de Mercedes Gómez Santistevan. 
Il a été élève à l'Ecole Luis Felipe Borja et au collège Machachi de la ville de Machachi, et a obtenu son baccalauréat au collège Vicente Rocafuerte de la même ville. Il a obtenu en 1955 le titre de Docteur en Jurisprudence et Avocat des Tribunaux de Justice, à l'Université de Quito. Il est un neveu de Carlos Julio Arosemena Tola et cousin de Carlos Julio Arosemena Monroy, qui furent également présidents de la République.